# 園圃街雀鳥花園

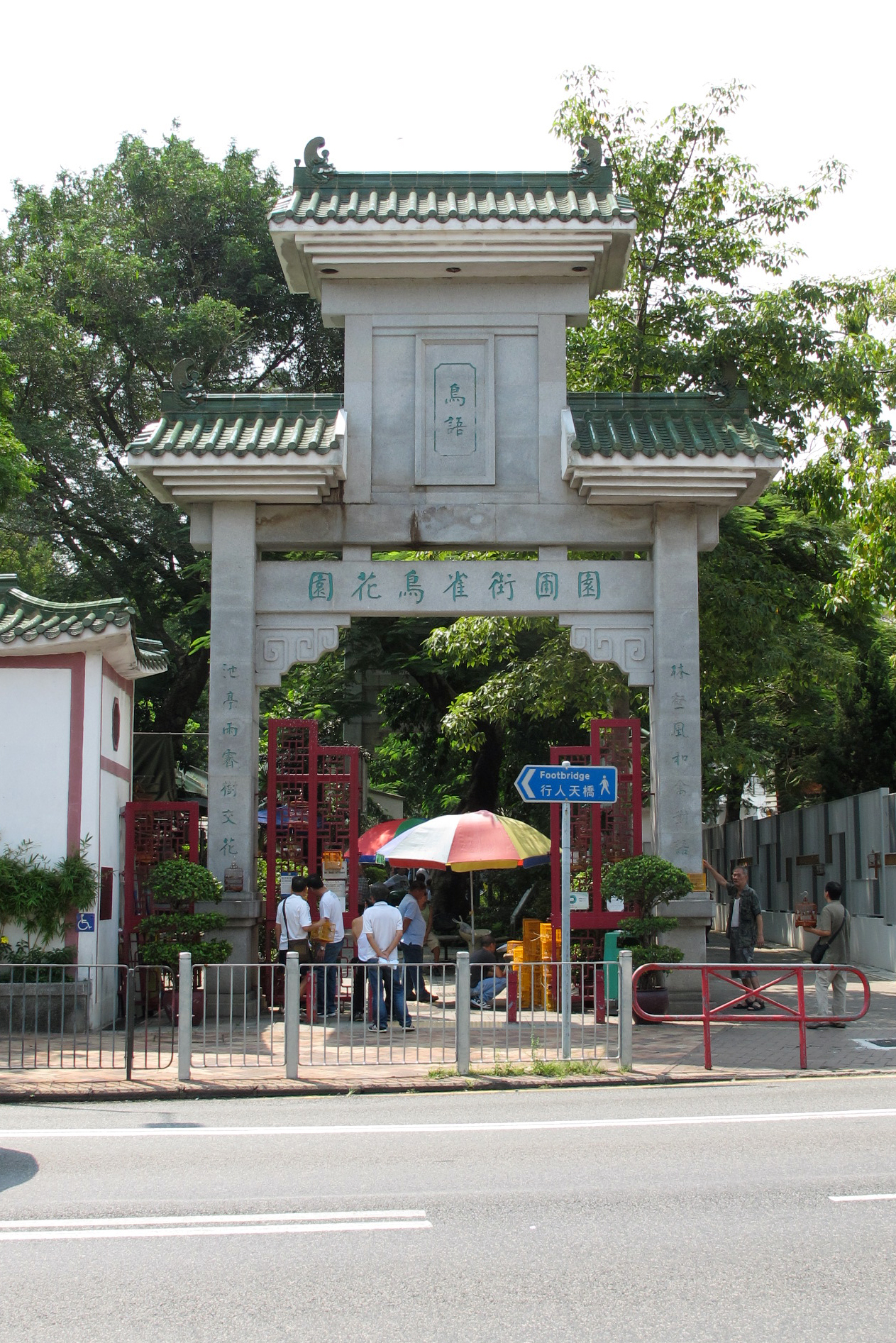
界限街側にある雀鳥花園の正門

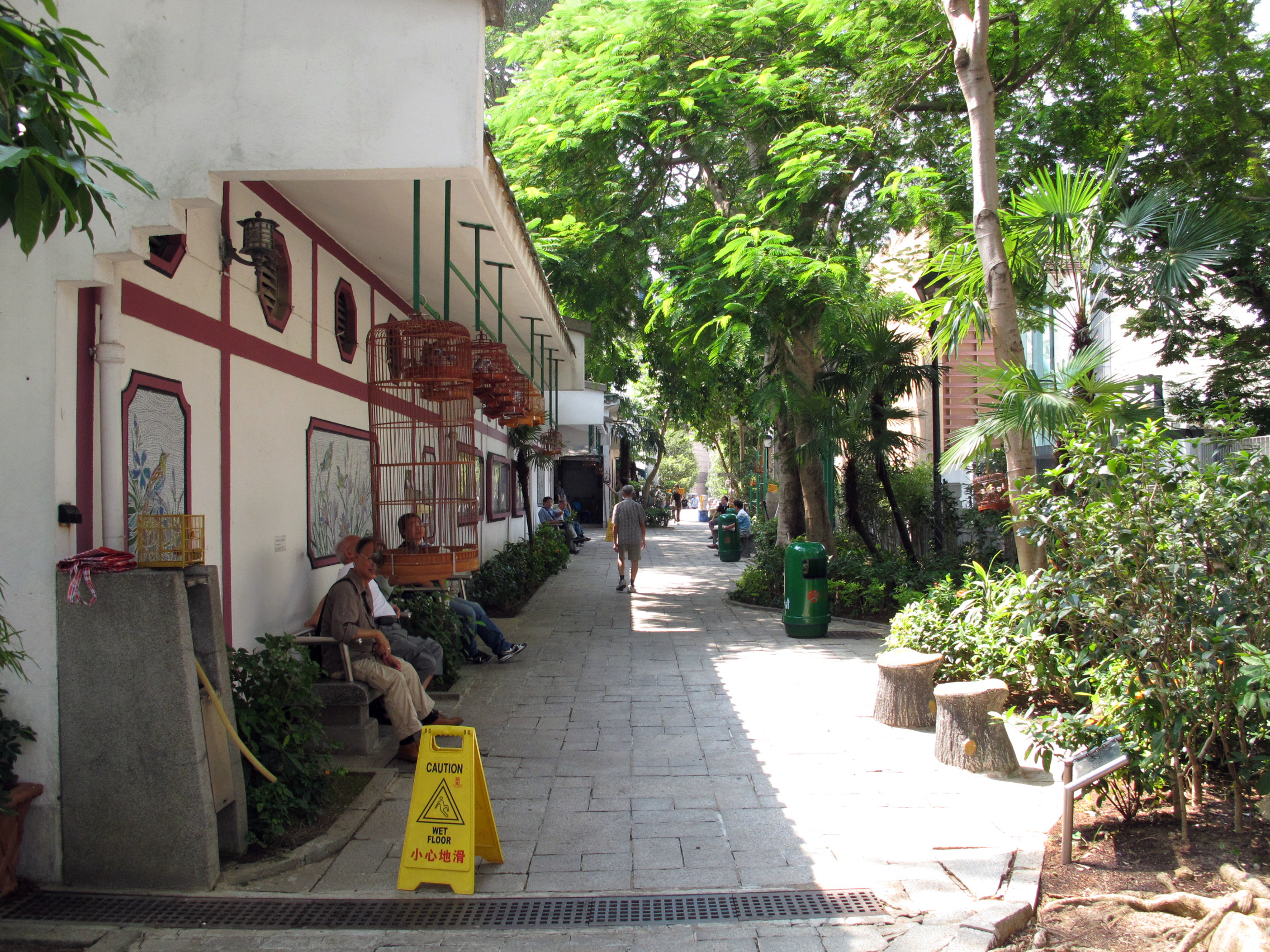
雀鳥花園の内部

園圃街雀鳥花園 (英語: Yuen Po Street Bird Garden) は、香港の九龍旺角にある公園である。界限街と基提道、太子道西、園圃街に囲まれた地域にあり、旺角大球場や花墟道に近い。公園内には中国式建築が立ち並んでおり、面積は約3,000㎡。正門は界限街に設置されており、園圃街にも入り口がある。土地発展公司（現在の香港市区重建局）が2,900万香港ドルを投じて1996年3月に建設を開始し、1997年12月13日に完成した。公園内には、鳥や鳥かご、鳥の餌などの店が集中して存在し、鳥の愛好家のほか、一般市民や観光客も訪れる観光地となっている。

## 歴史
雀鳥花園の再建事業は、「亜皆老街/上海街再開発計画」の一環として行われた。この計画は、界隈の環境の改善を目的としており、区画整理の後にランガムプレイスを建設している。再開発範囲内の康楽街、俗称「雀仔街」にあった鳥関連の専門店街は、当時から鳥の愛好家や観光客を引きつける場所として知られており、この名所を保存すべく園圃街に移転するかたちで雀鳥花園が建設された。公園は休憩施設を除いて、70もの鳥の店が占めており、雀仔街で行われていた商売をそのまま引き継いでいる。

## 施設
雀鳥花園は中国式となっており、そのシンボルとして「牌坊」が建っている。公園は細長い形をしており、園内にある「洞門」は、それぞれ異なる庭園を分けている。50以上の古木が生い茂り、道の両側には鳥を売る店が並び、鳥好きの交流の場となっている。建築にも特色があり、花崗岩の床、日光に映える釉薬瓦の屋根、200余りにも及ぶ鳥の形をした青白玉石の彫刻などがつくられている。また、界限街の入り口付近には、ワシを描いた1枚の壁画が置かれている。

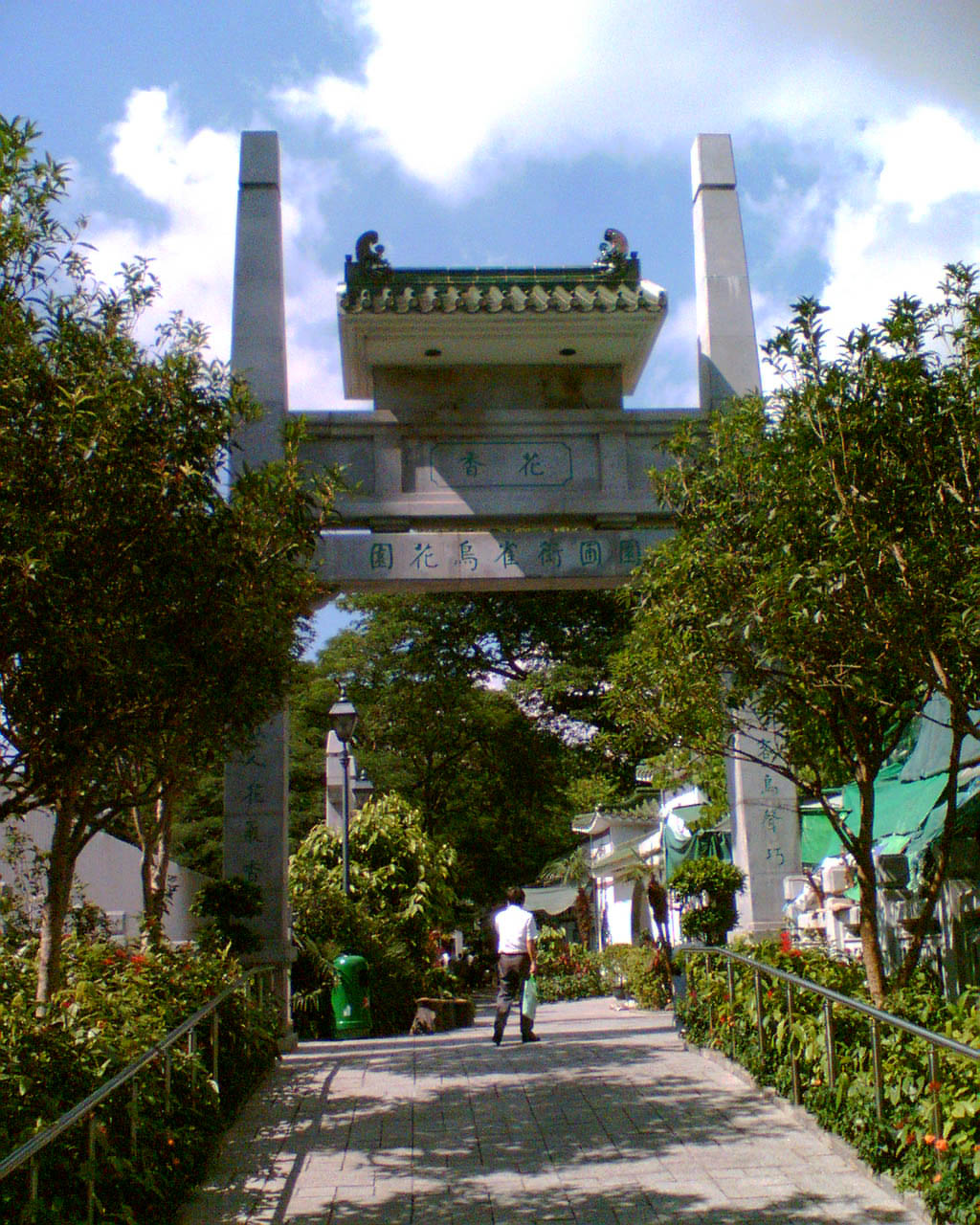
雀鳥花園の牌坊
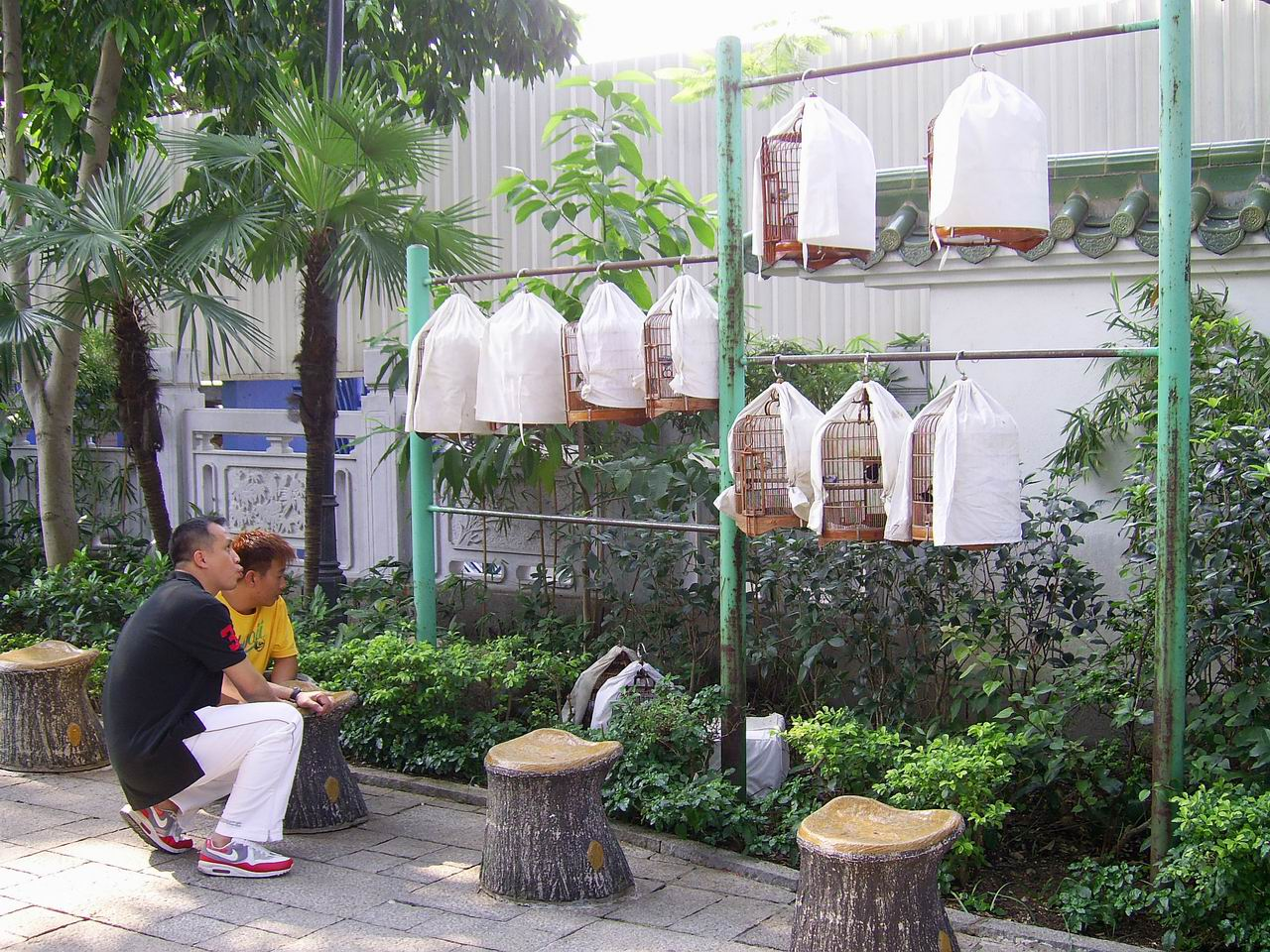
鳥を見る市民
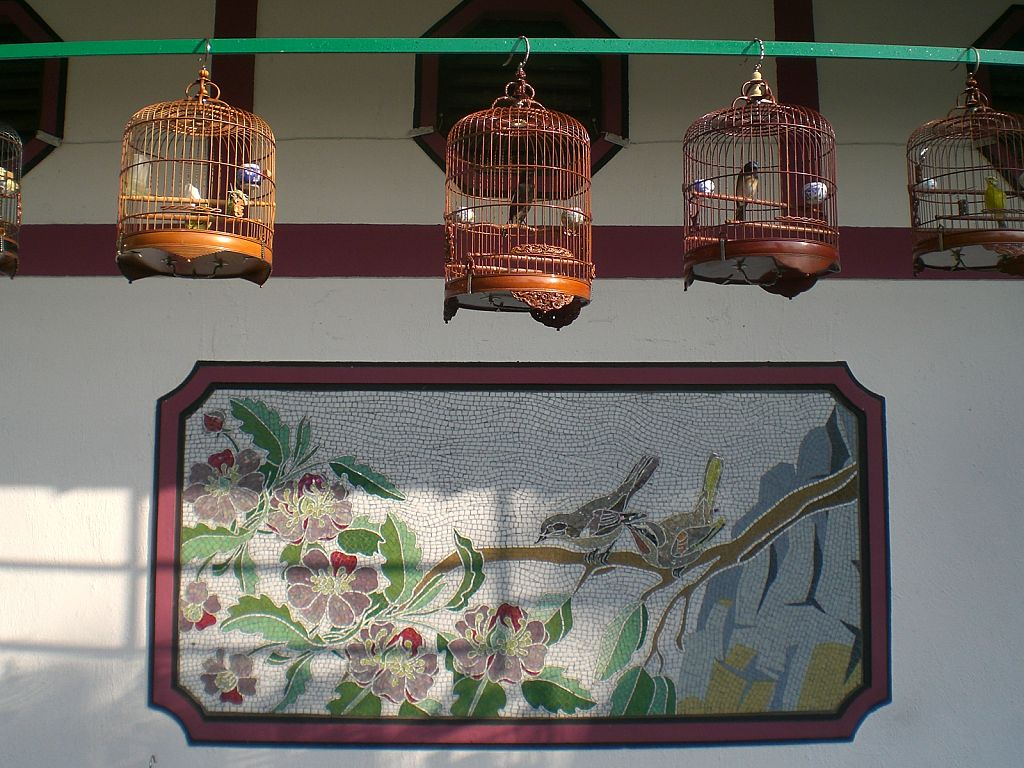
モザイク
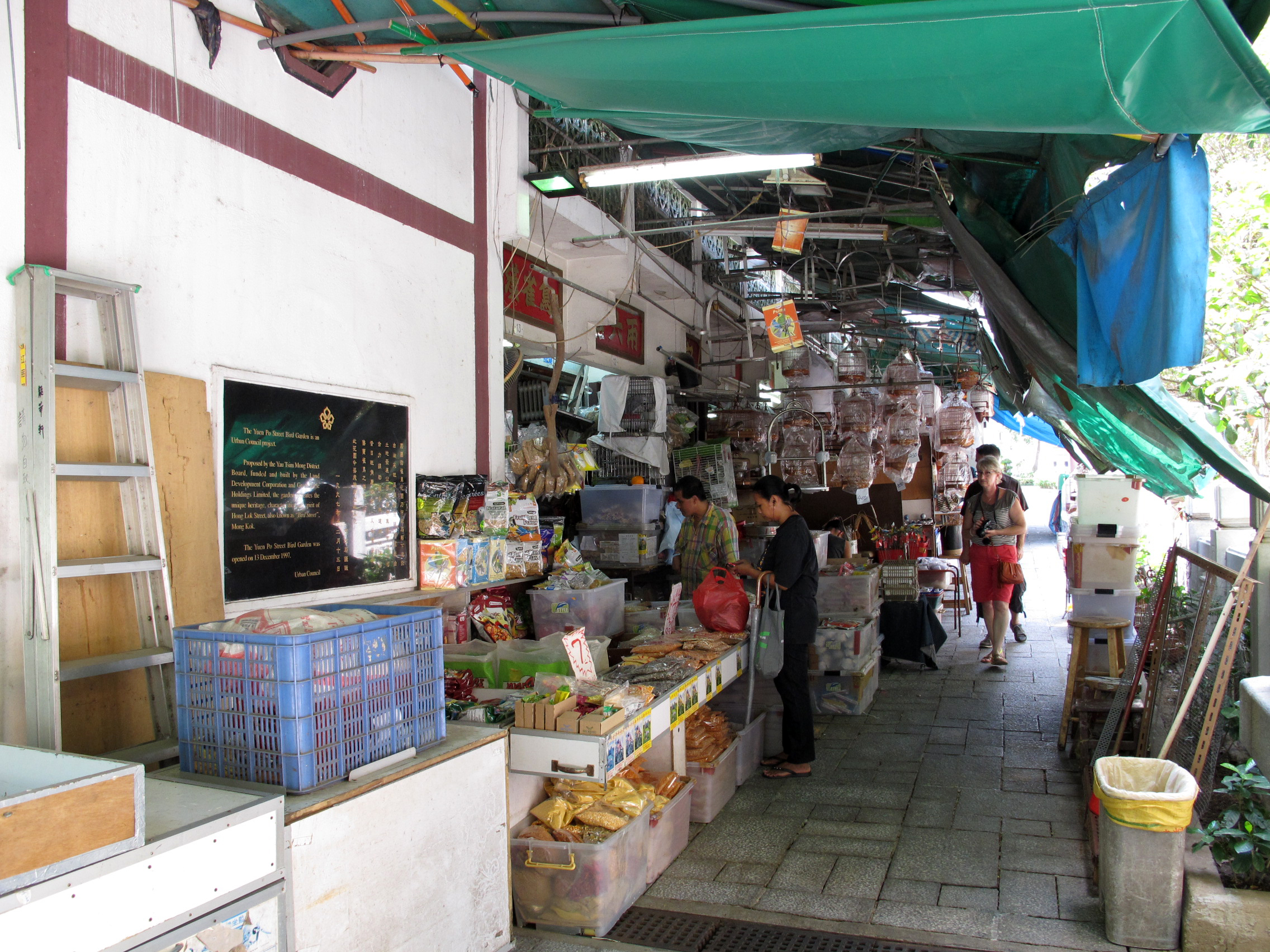
鳥が陳列される

## 鳥インフルエンザ

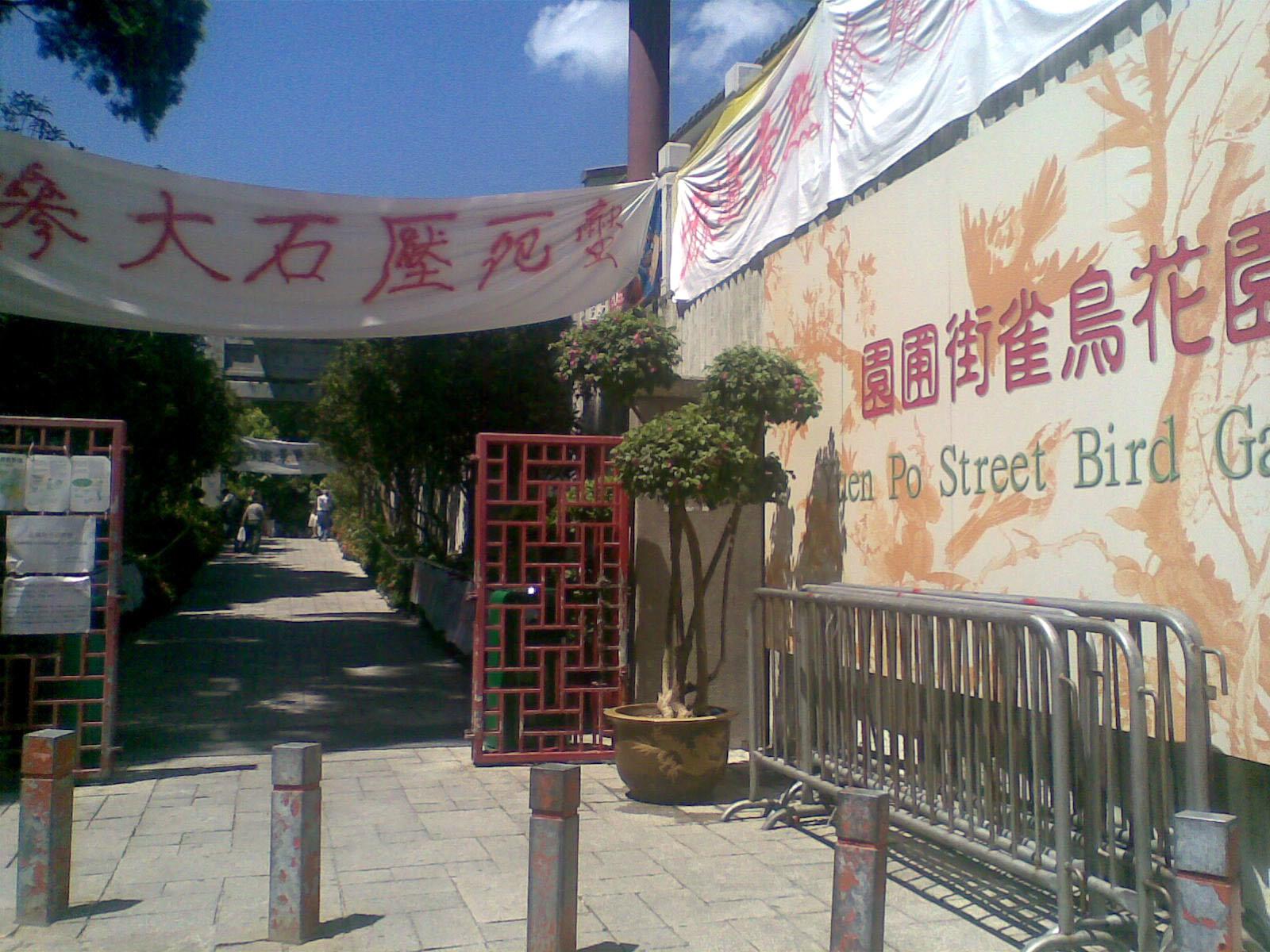
閉鎖時に掲げられた横断幕

2004年、鳥インフルエンザが香港でも確認されたため、香港政府は公園内の衛生管理を徹底する処置を行った。以下は当時の施策である。
- 毎日の清掃に加え週に2回は大清掃を実施し、清掃回数を増やす
- 店舗の見回り回数を増やす
- 店員が鳥やその排泄物などを扱う際には手袋をはめなければならない
- 2004年2月3日には、政府主体の大清掃が行われる

2007年6月には、漁農自然護理署が検査した際に、発病こそしていなかったものの、公園内の一店舗で飼育されていたムクドリの便からH5N1型のインフルエンザの陽性反応が確認された。このため、すぐさま専門員が派遣され、店内で飼われていたムクドリなど300羽の鳥が新界北動物管理中心まで運ばれ、化学検査を受けた。さらに6月17日からは公園が全面封鎖され、消毒が行われた。康文署も同時に洗浄を行ったほか、食物環境衞生署は近辺の道路の清掃を行って、状況を考慮した結果、雀鳥花園の再開が決定した。公園内の68人の店舗関係者には1万元以上の見舞金が支払われ、1ヶ月分の賃貸料も無料となった。再開は7月5日。

## 喫煙
公園内は全面禁煙である。

## 交通
MTR
- 觀塘線・荃湾線 太子駅B1出口
- 東鉄線 旺角東駅D出口

バス

## 開放時間
午前7時 - 午後8時。